# Nicolaus Praepostius
Nicolaus Praepostius, Nicolás de Salerno, también conocido como Nicolaus Salernitanus (1140 - ) fue un médico italiano al que tradicionalmente se le considera autor de un famoso tratado medieval en farmacología y antídotos conocidos como el Antidotarium Nicolai. 
Este formulario es una importante fuente de información sobre la farmacia medieval, materia médica, odontología, y la farmacoterapia, y probablemente se basó en el anónimo Antidotarius magnus (compuesta entre 1087 y 1100). Ese texto probablemente se basó en un  manuscrito Salernitan más antiguo de Constantino el Africano, (1020-1087). 
Nada se conoce realmente sobre la vida de Nicolás Salernitanus, quien supuestamente vivió durante la primera mitad del siglo XII. El nombre de Nicolás llegó a ser asociado con el Antidotarium y otros formularios tradicionales después del siglo XII. La primera edición impresa del Antidotarium Nicolai, en línea fue publicado en Venecia en 1471. Un texto que contiene una reimpresión de la primera impresión, junto con una traducción al alemán moderno, fue publicado en 1976. El Antidotarium también se ha traducido al neerlandés  y al checo. Los estudiosos continúan luchando con la datación y el linaje de la obra.